# Lioudmyla Starytska-Tcherniakhivska
Pour les articles homonymes, voir Starytska.

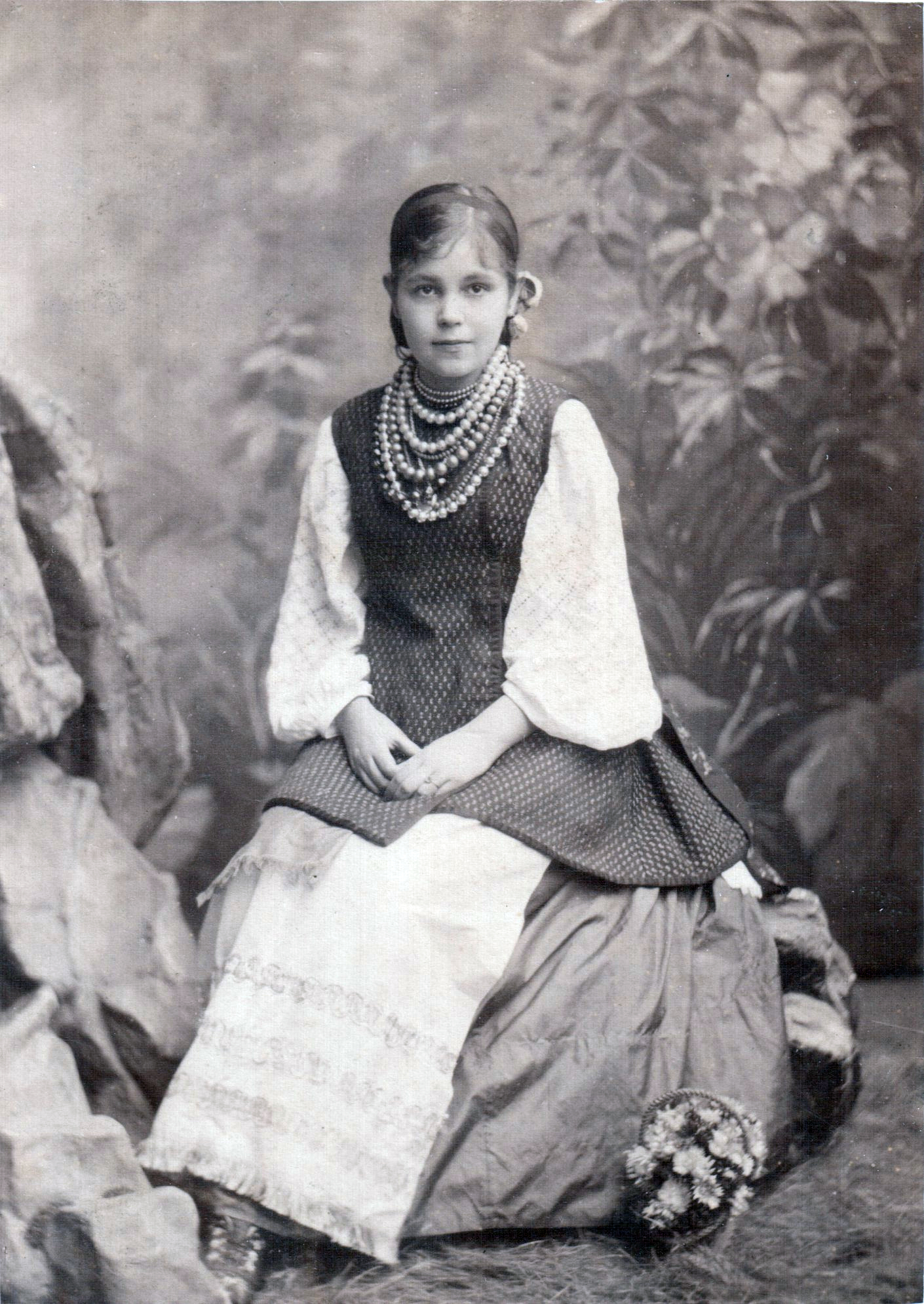
Lioudmyla Starytska-Tcherniakhivska en 1882

Lioudmyla Mykhaïlivna Starytska-Tcherniakhivska (en ukrainien : Людмила Михайлівна Старицька-Черняхівська), née le 17 août 1868 à Kiev et morte en 1941, est une écrivaine, traductrice et critique littéraire ukrainienne.

## Biographie
Lioudmyla Starytska-Tcherniakhivska naît dans une famille de l'intelligentsia ukrainienne. Elle grandit dans une atmosphère baignée par les arts et les idéaux du nationalisme ukrainien, qui défend une Ukraine indépendante, souveraine et libérée de l'Empire russe. Son père, l'écrivain, poète et dramaturge Mykhaïlo Starytsky, est considéré comme l'un des fondateurs de la tradition théâtrale ukrainienne, tandis que son oncle, Mykola Lyssenko, est un célèbre compositeur. Sa sœur, Oksana Stéchenko (1875–1942), est quant à elle écrivaine, traductrice et enseignante.
Lioudmyla Starytska épouse le médecin et biologiste Alexandre Tcherniakhivski (13 novembre 1869-22 décembre 1939). De ce mariage naît une fille, Veronika Tcherniakhivska (25 avril 1900-22 septembre 1938), qui deviendra elle aussi poétesse et traductrice. En 1919, Lioudmyla Starytska-Tcherniakhivska co-fonde le Conseil national des femmes ukrainiennes, dont elle occupe le poste de vice-présidente.
Durant la période stalinienne, les idées indépendantistes de Starytska-Tcherniakivska et de sa famille les exposent à la persécution politique des autorités soviétiques. Veronika Tcherniakivska est arrêtée une première fois en 1929, puis, en 1930, ses parents sont jugés lors du procès de l'Union pour la libération de l'Ukraine. Aux côtés de 44 autres accusés, Starytska-Tcherniakivska est condamnée à l'emprisonnement et à l'exil. En 1938, c'est Veronika qui est arrêtée une seconde fois : elle est condamnée à mort et exécutée le 22 septembre. Finalement, en juin 1941, à l'âge de 73 ans, Starytska-Tcherniakivska est arrêtée une dernière fois et accusée de mener des activités antisoviétiques. Soumise à la torture, elle meurt au cours de son voyage de déportation en RSS kazakhe, et son corps est jeté du train dans un lieu encore inconnu. Sa sœur Oksana Stéchenko la suivra en déportation et mourra dans un goulag en RSS kazakhe.

## Œuvres
Lioudmyla Starytska-Tcherniakhivska a écrit des poèmes, de la prose, du théâtre, des mémoires et des critiques littéraires pour diverses publications.
Œuvres dramatiques
- 1913 - Ailes (Kryla)
- 1917 - La dernière gerbe (Ostanniy snip)
- 1918 – L'Hetman Petro Dorochenko (Hetman Petro Dorochenko)
- 1926 - Le Bandit Karméliouk (Rozbiynyk Karmeliouk)
- 1927 – Ivan Mazépa

Mémoires
Les mémoires de Lioudmyla Starytska-Tcherniakhivska comprennent :
- Vingt-cinq ans de théâtre ukrainien : réflexions et pensées (Dvadtsiat piat rokiv oukraïnskoho teatrou. Spohady ta doumky)
- Minutes de la vie de Lessia Oukraïnka (Khvylyny jyttia Lessi Oukraïnky)
- Souvenirs sur M. Lyssenko (Spohady pro M. Lyssenka)
- V. Samiïlenko : En mémoire d'un ami (V. Samiïlenko. Pamiati tovarycha)

Autres œuvres littéraires
- 1893 - Avant la tempête (Pered boureïou) : roman historique inachevé, publié par épisodes dans la Pravda (journal de Lviv) de 1893 à 1894.
- 1899 - La Tombe vivante (Jyva Mohyla) : première œuvre majeure de Lioudmyla Starytska-Cherniakhivska, publiée dans la revue de Kiev. Le roman mêle une histoire d'amour entre deux jeunes gens à des éléments du folklore et des légendes ukrainiennes. Il est comparable à Roméo et Juliette, de William Shakespeare, ou à Lénore, de Gottfried August Bürger. Typique du romantisme ukrainien, il peut être rapproché d'œuvres romantiques ukrainiennes antérieures telles que la Ballade de Maroussia, du poète Levko Borovikovsky (en), et le long conte de Nicolas Gogol Une Terrible Vengeance.